# Iron Horse (serie televisiva)
Iron Horse  è una serie televisiva statunitense in 47 episodi trasmessi per la prima volta nel corso di 2 stagioni dal 1966 al 1968.

## Trama
Stati Uniti, anni 1870. Il costruttore di ferrovie Ben Calhoun cerca di terminare la linea Buffalo Pass, Scalplock, & Defiance ma si deve scontrare con numerosi ostacoli.

## Personaggi
- Ben Calhoun (44 episodi, 1966-1968), interpretato da	Dale Robertson.
- Dave Tarrant (18 episodi, 1966-1968), interpretato da	Gary Collins.
- Barnabas Rogers (17 episodi, 1966-1967), interpretato da	Robert Random.
- Nils Torvald (9 episodi, 1966-1967), interpretato da	Roger Torrey.
- Julie Parsons (4 episodi, 1967-1968), interpretato da	Ellen Burstyn.
- Holmes (4 episodi, 1966-1967), interpretato da	Woodrow Parfrey.
- Miguel (2 episodi, 1966-1968), interpretato da	Joel Fluellen.
- generale Sherman (2 episodi, 1966-1967), interpretato da	James Almanzar.
- Ferris (2 episodi, 1966-1967), interpretato da	William Bramley.
- capitano Hugh Sinclair (2 episodi, 1966-1967), interpretato da	Royal Dano.
- Cabot (2 episodi, 1966-1967), interpretato da	Jock Gaynor.
- Saul (2 episodi, 1966-1967), interpretato da	Richard Hale.
- Minstrel (2 episodi, 1966-1967), interpretato da	Rex Holman.
- Ching Lee (2 episodi, 1966-1967), interpretato da	James Hong.
- Luke Joy (2 episodi, 1966-1967), interpretato da	Steve Ihnat.
- Applegate (2 episodi, 1966-1967), interpretato da	Strother Martin.
- Brady (2 episodi, 1966-1967), interpretato da	David Sheiner.

## Guest star
- Pat Conway
- Dennis Cross nel ruolo di Jim Vail nell'episodio Town Full of Fear
- Celia Kaye nel ruolo di Emily nell'episodio  Decision at Sundown
- Don Keefer nel ruolo di Blake and Barbara Stuart nel ruolo di Lil Kane in Sister Death (1967)
- John Pickard, nel ruolo di Sergeant Terry in War Cloud e nel ruolo di Bulwer in Through Ticket to Gunsight (1966)
- Judson Pratt nel ruolo di Brady in Wild Track (1967)

## Produzione
La serie fu prodotta da Dagonet Productions e Screen Gems Television e girata nel Warner Bros. Ranch a Burbank e nell'Iverson Ranch a Los Angeles in California.
Gran parte delle riprese esterne che coinvolgono i treni fu girata sulla storica ferrovia Sierra Railroad nei dintorni di Jamestown e Sonora, in California.
Nella sua prima stagione, Iron Horse vinse la concorrenza con la serie della CBS Corri e scappa Buddy, interpretata da Jack Sheldon, che fu cancellata dopo 16 episodi.

### Registi
Tra i registi della serie sono accreditati:
- Herb Wallerstein (9 episodi, 1966-1968)
- Samuel Fuller (6 episodi, 1966-1967)
- Paul Henreid (4 episodi, 1967)
- Herbert Hirschman (3 episodi, 1967)
- László Benedek (2 episodi, 1966-1967)
- Murray Golden (2 episodi, 1966-1967)
- Jesse Hibbs (2 episodi, 1966)
- Anton Leader (2 episodi, 1967)
- Gene Nelson (2 episodi, 1967)
- Leo Penn (2 episodi, 1967)

## Distribuzione
La serie fu trasmessa negli Stati Uniti dal 1966 al 1968 sulla rete televisiva ABC.
Alcune delle uscite internazionali sono state:
- negli Stati Uniti il 12 settembre 1966 (Iron Horse)
- in Francia il 27 aprile 1969 (Le cheval de fer)
- in Finlandia (Rautahepo)

## Episodi
| Stagione         | Episodi | Prima TV USA |
| ---------------- | ------- | ------------ |
| Prima stagione   | 30      | 1966-1967    |
| Seconda stagione | 17      | 1967-1968    |